# Mebel

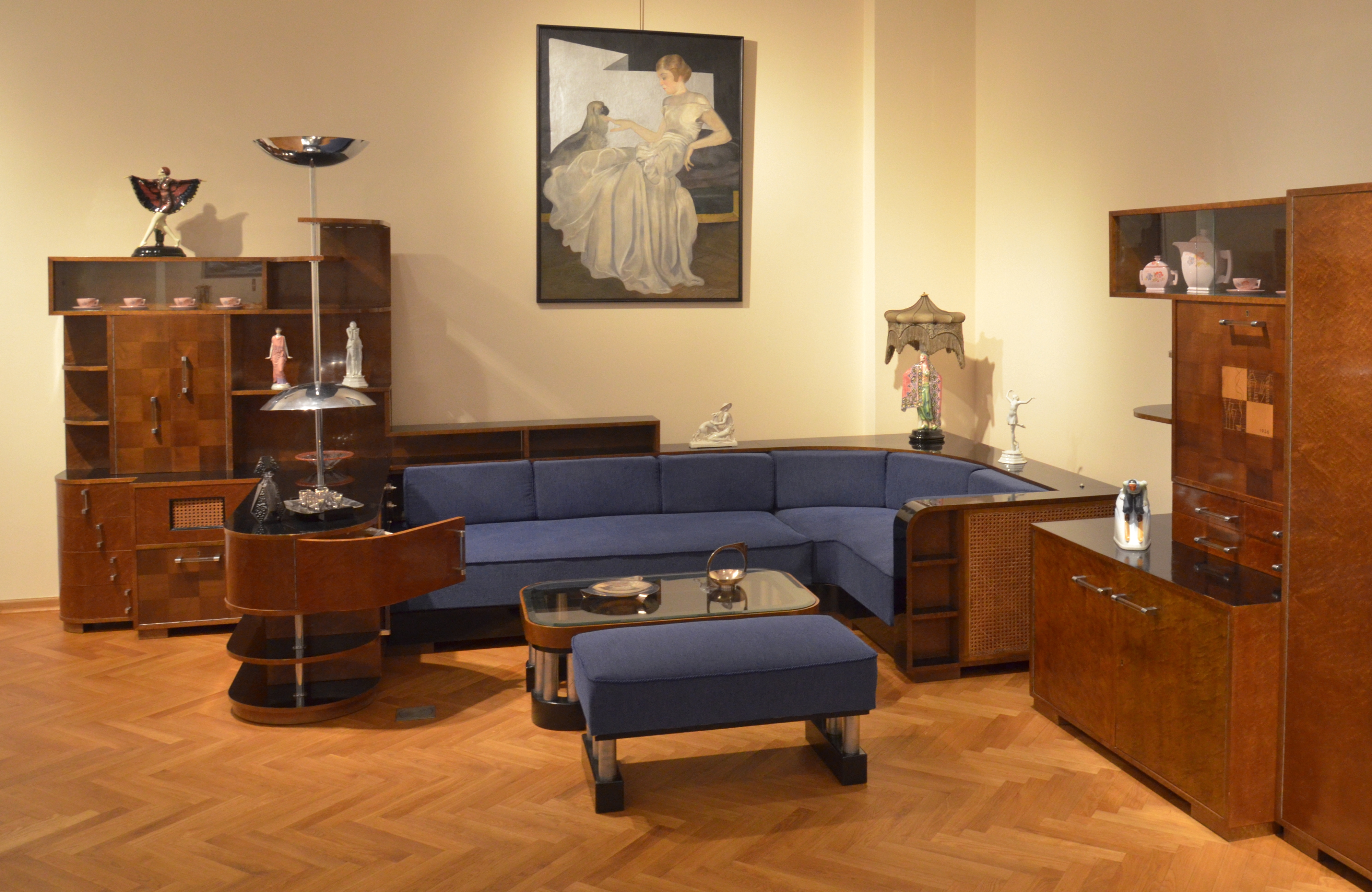
Umeblowane wnętrze

Mebel – sprzęt użytkowy przeznaczony do wyposażenia wnętrz mieszkalnych i publicznych. W odróżnieniu od stałych elementów wyposażenia wnętrz (schody, boazeria) meble są ruchomościami. Oprócz cech użytkowych meble posiadają też walory dekoracyjne, reprezentacyjne.

## Kryteria podziału mebli

### Funkcja
według sposobu użytkowania:
- do pracy i spożywania posiłków – np. stół, biurko
- do leżenia i wypoczynku – np. leżanka, łóżko, wersalka
- do siedzenia – np. krzesło, fotel
- do przechowywania przedmiotów – np. szafa, komoda
- uzupełniające i pomocnicze – np. podnóżek, kwietnik
- wielofunkcyjne – np. meblościanka, półkotapczan

### Przeznaczenie
według miejsca użytkowania np.:
- kościelne – ambona, konfesjonał, stalle
- sklepowe – lada, kontuar, regał
- restauracyjne – bufet, bar, szynkwas,
- szkolne – ławka szkolna, katedra = mównica,
- biurowe – regał, biurko
- koszarowe – prycza,
- okrętowe – koja,
- mieszkaniowe – bieliźniarka, krzesło, tapczan, meble kuchenne
- hotelowe – łóżko, szafa
- itp.

### Materiał
według materiału przeważającego w konstrukcji:
- drewniane – takie, w których podstawę konstrukcyjną tworzą elementy wykonane z drewna lub materiałów drewnopochodnych
- metalowe – podstawa konstrukcji to elementy metalowe
- kamienne
- z tworzyw sztucznych – pneumatyczne, skorupowe
- kościane (kość słoniowa, wołowa, poroże)
- ceramiczne
- szklane
- plastikowe

### Sposób obróbki
- stolarskie – typowe stolarskie, rzeźbione, toczone
- gięte – typowe gięte, gięto-klejone, wyplatane ("koszykowe" z wikliny, "trzcinowe" z trzciny)
- tapicerowane – powierzchnie użytkowe lub też wszystkie powierzchnie widoczne pokryte są materiałami obiciowymi na wyściółce, np. tkaniną, skórą czy skajem.

### Sposób wykończenia powierzchni
- z widocznym podłożem (z odkrytą strukturą, przezroczyste) – lakierowanie, woskowanie, politurowanie
- z niewidocznym podłożem (z zakrytą strukturą, kryjące) – malowanie = polichromia, emaliowanie, laka
- specjalne – laminowanie, lazurowanie, złocenie, marketeria, intarsja, inkrustacja, okleinowanie (fornir)

### Konstrukcja

#### Meble szkieletowe
- stojakowe lub kratowe
- bezoskrzyniowa
- oskrzyniowa
- deskowa
- krzyżakowa
  - kolumnowa
  - krzyżowa
  - kątowa

#### Meble skrzyniowe
konstrukcja – stojakowa, wieńcowa lub oskrzyniowa

w odmianach – deskowa, płycinowa (ramowo-płycinowa), płytowa

## Historia mebla
Pierwsze meble znane były już w neolicie.
Znani meblarze artyści okresu baroku to Jean Goujon, Hugo Sambin, Hans Vredeman de Vries i Ingo Jones.
Bardziej znane style w meblarstwie – nazwy zapożyczone od władców lub od twórców:
- we Francji: Ludwik XIII, Ludwika XIV, Styl regencji, Ludwika XV, Ludwika XVI, Styl dyrektoriatu, Styl empire, Ludwik Filip, meble Boulle'a
- w Anglii: Tudorów, Stuartów, georgiański, wiktoriański, sheratona, Adamów, Hepplewhitea, Jacoba, Chippendale'a, Morrisa
- w Niemczech: biedermeier, Thoneta
- w Polsce: Księstwa Warszawskiego, gdańskie, kolbuszowskie

## Pojęcia związane z meblami
Zestaw mebli to pewien zbiór mebli o skorelowanej formie plastycznej i konstrukcyjnej pozwalającej na różnorodne ich zestawianie. Często są to "meble w paczkach", do samodzielnego montażu.
Komplet mebli, "garnitur mebli", to zbiór mebli o określonym składzie, funkcji i przeznaczeniu, np. komplet gabinetowy, młodzieżowy, kuchenny, "sypialnia", "jadalnia" itp.
Meble regionalne powiązane są formą i konstrukcją z elementami folkloru danego obszaru, np.: zakopiańskie, kurpiowskie, kaszubskie itp. Meble nawiązujące formą do mebli wiejskich, to meble w stylu "rustykalnym".
Meble zabytkowe to meble wytwarzane w różnych okresach historycznych i zawierające w sobie cechy charakterystyczne dla danej epoki, czy też okresu historycznego, zachowane w jak najmniej zmienionej formie do naszych czasów. 
Współczesne meble naśladujące style minionych epok i nawiązujące konwencją formy do mebli dawnych epok to "meble retro" lub "meble stylowe".

## Zawody związane z meblami
Specjaliści od wyrobu mebli to: stolarz, meblarz, tapicer.
Ebenista to wytwórca mebli artystycznych fornirowanych i intarsjowanych; pierwotnie stolarz wyrabiający meble z hebanu. Zlecenie wykonania mebli to obstalunek.

## Prawna ochrona wyglądu mebli
W branży meblarskiej znaczenie ochrony własności intelektualnej systematycznie wzrasta. Zabezpieczenie prawnych aspektów projektów mebli nie tylko przynosi korzyści, ale staje się często kluczowe dla utrzymania konkurencyjności i ochrony innowacji. Istnieje szereg metod ochrony własności intelektualnej, które mogą być podzielone na płatne i bezpłatne opcje.
- Ochrona płatna obejmuje:
  - Rejestrację wzoru przemysłowego – która chroni wygląd zewnętrzny produktu[1].
  - Rejestrację znaku towarowego – która oprócz nazwy czy logo zabezpiecza także, inne oznaczenia służące identyfikacji produktów na rynku, np. przedmioty trójwymiarowe[2].
- Ochrona bezpłatna opiera się na:
  - Ustawie o zwalczaniu nieuczciwej konkurencji – zapewniającej ochronę przed kopiowaniem zewnętrznej postaci produktu[3].
  - Ustawie o prawach autorskich i prawach pokrewnych – oferuje ochronę dzieł, które mieszczą się w definicji utworu, w tym najczęściej projektów mebli.